# Quia maior
Quia maior (in italiano Perché più grande) è una bolla papale emessa nell'aprile 1213 da papa Innocenzo III, in cui quest'ultimo indice ufficialmente la quinta crociata, presentandola come un obbligo morale per tutti i cristiani. Il documento fu formalmente approvato nel novembre 1215 dal Concilio Lateranense IV.

## Storia
Quia maior fu emessa dalla cancelleria papale tra il 19 e il 29 aprile 1213 e fu inviata ad Ancona, in Boemia, a Brema, in diverse città della Calabria, a Colonia, nella Dalmazia, in Inghilterra, in Francia, a Genova, in Ungheria, a Lund, a Magonza, a Milano, in Norvegia, in Polonia, a Ravenna, a Salisburgo e infine a Treviri. Inoltre, all'interno dell'archivio apostolico vaticano sono conservate diverse lettere inviate a chierici principalmente tedeschi, nelle quali il papa li esorta a "trasmettere con grande cura e attenzione esattamente il messaggio che è contenuto all'interno della bolla".
La Quinta Crociata fu formalmente approvata dal Concilio Lateranense IV nel novembre 1215, tuttavia quest'ultimo apportò delle significative modifiche al progetto proposto da Innocenzo III nel Quia maior. Ad esempio, la revoca delle indulgenze per coloro che furono coinvolti nella crociata albigese fu sostituita dalla conferma dei loro voti.

## Contenuto
La bolla, scritta in latino, incomincia con le parole "Quia maior..." e prosegue citando Matteo 16:24 e l'appello che Gesù fa ai suoi discepoli di prendere la propria croce. Papa Innocenzo III sostiene che la crociata possa offrire una possibilità di riconciliazione spirituale, infatti egli afferma che "poiché nulla può resistere alla Sua volontà", Dio avrebbe potuto decidere in ogni momento di riconquistare Gerusalemme, tuttavia egli ha scelto di mettere alla prova la fede dei cristiani del mondo affidando a loro il compito di espugnare la città. Infatti, rifiutarsi di prendere parte alla crociata comporterà una condanna definitiva durante il Giudizio universale.
Innocenzo III procede dunque a narrare brevemente la storia della Terra Santa, sottolineando il fatto che appartenne per molti ai cristiani prima che Maometto, dal pontefice definito come uno "pseudoprofeta" e la personificazione del "drago dell'Apocalisse", fondasse l'Islam. Citando i successi militari ottenuti durante la battaglia di Las Navas de Tolosa e affermando che dall'egira di Maometto fossero passati esattamente 666 anni (ne erano passati 609-610), Innocenzo III sostiene che sia giunto il momento di perfetto per scacciare i musulmani dalla Terra Santa e di liberare i loro correligionari che sono «tenuti in atroci prigioni dai perfidi Saraceni».
Nella bolla, Innocenzo III promette inoltre la remissione di tutti i peccati sia per coloro che parteciperanno alla crociata in Terra Santa sia per coloro che non potranno parteciparvi di persona, ma la sosterranno economicamente. Inoltre, come fu stabilito dal Concilio Lateranense III, il pontefice proibisce ai cristiani di vendere armi, ferro o legname ai musulmani.
In questa bolla, Innocenzo III impose anche l'obbligatorietà di cantare durante la messa i Salmi 69 e 79, seguiti da una preghiera, la Deus quis ammirevoli, recitata dal sacerdote.